# Česká 3. Liga Amerického Fotbalu 2017
La Česká 3. Liga Amerického Fotbalu 2017 è la 5ª edizione del campionato di football americano di terzo livello, organizzato dalla ČAAF.

## Squadre partecipanti
| Club                   | Città            | Stadio | Sponsor ufficiale | Risultato nella stagione 2016 |
| ---------------------- | ---------------- | ------ | ----------------- | ----------------------------- |
| Budweis Hellboys       | České Budějovice |        |                   |                               |
| East Bohemia Bucks     | Pardubice        |        |                   |                               |
| Hradec Králové Dragons | Hradec Králové   |        |                   |                               |
| Liberec Titans         | Liberec          |        |                   |                               |
| Prague Mustangs        | Praga            |        |                   |                               |
| Přerov Mammoths        | Přerov           |        |                   |                               |
| Trutnov Rangers        | Trutnov          |        |                   |                               |
| Vysočina Gladiators    | Chotěboř         |        |                   |                               |

## Stagione regolare

### Calendario

#### 1ª giornata
| Trutnov 8 aprile 2017, ore 14:00 | Trutnov Rangers | 0 – 28 (0-7 0-7 0-7 0-7) referto | Prague Mustangs | (80 spett.)\| Arbitro: \| Janhuba \| |
| Arbitro:                         | Janhuba         |                                  |                 |                                      |

| Přerov 8 aprile 2017, ore 14:00 | Přerov Mammoths | 26 – 6 (0-6 7-0 16-0 3-0) referto | Budweis Hellboys | Viktorka (290 spett.)\| Arbitro: \| Frehar \| |
| Arbitro:                        | Frehar          |                                   |                  |                                               |

| Liberec 9 aprile 2017, ore 14:00 | Liberec Titans | 39 – 0 (0-0 13-0 19-0 7-0) referto | Hradec Králové Dragons | Dubový vrch (250 spett.)\| Arbitro: \| Hameder \| |
| Arbitro:                         | Hameder        |                                    |                        |                                                   |

| Pardubice 9 aprile 2017, ore 14:00 | East Bohemia Bucks | 0 – 54 (0-20 0-14 0-12 0-8) referto | Vysočina Gladiators | Slovan (70 spett.)\| Arbitro: \| Polák \| |
| Arbitro:                           | Polák              |                                     |                     |                                           |

#### 2ª giornata
| Praga 22 aprile 2017, ore 15:00 | Prague Mustangs | 22 – 7 (6-7 10-0 0-0 6-0) referto | Liberec Titans | Motorlet (130 spett.)\| Arbitro: \| Hubálek \| |
| Arbitro:                        | Hubálek         |                                   |                |                                                |

| České Budějovice 23 aprile 2017, ore 14:00 | Budweis Hellboys | 28 – 2 (7-2 14-0 7-0 0-0) referto | East Bohemia Bucks | Sokolský ostrov (200 spett.)\| Arbitro: \| Dvořáček \| |
| Arbitro:                                   | Dvořáček         |                                   |                    |                                                        |

| Přerov 23 aprile 2017, ore 14:00 | Přerov Mammoths | 3 – 18 (0-6 0-0 0-6 3-6) referto | Vysočina Gladiators | Viktorka (230 spett.)\| Arbitro: \| Rybář \| |
| Arbitro:                         | Rybář           |                                  |                     |                                              |

#### Recuperi 1
| Hradec Králové 29 aprile 2017, ore 13:00 | Hradec Králové Dragons | 23 – 7 (7-7 3-0 0-0 13-0) referto | Trutnov Rangers | Lízátka (253 spett.)\| Arbitro: \| Kroulík \| |
| Arbitro:                                 | Kroulík                |                                   |                 |                                               |

#### 3ª giornata
| Praga 6 maggio 2017, ore 11:00 | Prague Mustangs | 42 – 0 (7-0 14-0 21-0 0-0) referto | Hradec Králové Dragons | Motorlet (100 spett.)\| Arbitro: \| Janhuba \| |
| Arbitro:                       | Janhuba         |                                    |                        |                                                |

| Liberec 7 maggio 2017, ore 14:00 | Liberec Titans | 56 – 2 (16-0 20-2 13-0 7-0) referto | Trutnov Rangers | Dubový vrch (95 spett.)\| Arbitro: \| Malý \| |
| Arbitro:                         | Malý           |                                     |                 |                                               |

| Pardubice 7 maggio 2017, ore 14:00 | East Bohemia Bucks | 0 – 50 (0-9 0-7 0-26 0-8) referto | Přerov Mammoths | Slovan (23 spett.)\| Arbitro: \| Kriesman \| |
| Arbitro:                           | Kriesman           |                                   |                 |                                              |

| Jihlava 8 maggio 2017, ore 16:00 | Vysočina Gladiators | 36 – 7 (0-0 16-7 6-0 14-0) referto | Budweis Hellboys | Na Stoupách (630 spett.)\| Arbitro: \| Hameder \| |
| Arbitro:                         | Hameder             |                                    |                  |                                                   |

#### 4ª giornata
| Trutnov 20 maggio 2017, ore 14:00 | Trutnov Rangers | 0 – 35 (0-7 0-0 0-21 0-7) referto | Liberec Titans | (55 spett.)\| Arbitro: \| Kriesman \| |
| Arbitro:                          | Kriesman        |                                   |                |                                       |

| Hradec Králové 21 maggio 2017, ore 13:00 | Hradec Králové Dragons | 0 – 20 (0-0 0-6 0-6 0-8) referto | Prague Mustangs | Lízátka (243 spett.)\| Arbitro: \| Malý \| |
| Arbitro:                                 | Malý                   |                                  |                 |                                            |

| Přerov 21 maggio 2017, ore 14:00 | Přerov Mammoths | 64 – 0 (23-0 14-0 14-0 13-0) referto | East Bohemia Bucks | Viktorka (237 spett.)\| Arbitro: \| Frehar \| |
| Arbitro:                         | Frehar          |                                      |                    |                                               |

| České Budějovice 21 maggio 2017, ore 14:00 | Budweis Hellboys | 0 – 74 (0-12 0-36 0-14 0-12) referto | Vysočina Gladiators | Sokolský ostrov (150 spett.)\| Arbitro: \| Šimon \| |
| Arbitro:                                   | Šimon            |                                      |                     |                                                     |

#### 5ª giornata
| Trutnov 3 giugno 2017, ore 14:00 | Trutnov Rangers | 10 – 24 (0-0 3-10 0-14 7-0) referto | Hradec Králové Dragons | (50 spett.)\| Arbitro: \| Hameder \| |
| Arbitro:                         | Hameder         |                                     |                        |                                      |

| Jihlava 3 giugno 2017, ore 17:00 | Vysočina Gladiators | 20 – 3 (0-3 6-0 0-0 14-0) referto | Přerov Mammoths | Na Stoupách (470 spett.)\| Arbitro: \| Haza \| |
| Arbitro:                         | Haza                |                                   |                 |                                                |

| Liberec 4 giugno 2017, ore 14:00 | Liberec Titans | 6 – 19 (0-13 0-6 0-0 6-0) referto | Prague Mustangs | Dubový vrch (113 spett.)\| Arbitro: \| Kriesman \| |
| Arbitro:                         | Kriesman       |                                   |                 |                                                    |

| Pardubice 4 giugno 2017, ore 14:00 | East Bohemia Bucks | 14 – 21 (6-13 8-0 0-6 0-2) referto | Budweis Hellboys | Slovan (21 spett.)\| Arbitro: \| Hameder \| |
| Arbitro:                           | Hameder            |                                    |                  |                                             |

#### 6ª giornata
| Praga 17 giugno 2017, ore 11:00 | Prague Mustangs | 14 – 10 (0-0 6-0 8-2 0-8) referto | Trutnov Rangers | Motorlet (130 spett.)\| Arbitro: \| Malý \| |
| Arbitro:                        | Malý            |                                   |                 |                                             |

| Jihlava 17 giugno 2017, ore 17:00 | Vysočina Gladiators | 77 – 0 (20-0 35-0 7-0 15-0) referto | East Bohemia Bucks | Na Stoupách (268 spett.)\| Arbitro: \| Šimon \| |
| Arbitro:                          | Šimon               |                                     |                    |                                                 |

| Hradec Králové 18 giugno 2017, ore 13:00 | Hradec Králové Dragons | 6 – 11 (0-9 0-0 0-0 6-2) referto | Liberec Titans | Lízátka (420 spett.)\| Arbitro: \| Hameder \| |
| Arbitro:                                 | Hameder                |                                  |                |                                               |

| České Budějovice 18 giugno 2017, ore 14:00 | Budweis Hellboys | 2 – 35 (0-13 0-14 2-0 0-8) referto | Přerov Mammoths | Sokolský ostrov (120 spett.)\| Arbitro: \| Hubálek \| |
| Arbitro:                                   | Hubálek          |                                    |                 |                                                       |

### Classifica
Le classifiche della regular season sono le seguenti:
- PCT = percentuale di vittorie, G = partite giocate, V = partite vinte,  P = partite perse, PF = punti fatti, PS = punti subiti

#### Sever
| Pos. | Squadra                | PCT   | G | V | N | P | PF  | PS  |
| ---- | ---------------------- | ----- | - | - | - | - | --- | --- |
| 1    | Prague Mustangs        | 1.000 | 6 | 6 | 0 | 0 | 138 | 23  |
| 2    | Liberec Titans         | .667  | 6 | 4 | 0 | 2 | 131 | 49  |
| 3    | Hradec Králové Dragons | .333  | 6 | 2 | 0 | 4 | 53  | 118 |
| 4    | Trutnov Rangers        | .000  | 6 | 0 | 0 | 6 | 29  | 161 |

#### Jih
| Pos. | Squadra             | PCT   | G | V | N | P | PF  | PS  |
| ---- | ------------------- | ----- | - | - | - | - | --- | --- |
| 1    | Vysočina Gladiators | 1.000 | 6 | 6 | 0 | 0 | 179 | 13  |
| 2    | Přerov Mammoths     | .667  | 6 | 4 | 0 | 2 | 137 | 46  |
| 3    | Budweis Hellboys    | .333  | 6 | 2 | 0 | 4 | 64  | 148 |
| 4    | East Bohemia Bucks  | .000  | 6 | 0 | 0 | 6 | 16  | 189 |

## Playoff

### Tabellone
|  | Semifinali | Semifinali          | Semifinali |                     |    | V Bronze Bowl   | V Bronze Bowl | V Bronze Bowl |  |
|  |            |                     |            |                     |    |                 |               |               |  |
|  | 1S         | Prague Mustangs     | 3          |                     |    |                 |               |               |  |
|  | 1S         | Prague Mustangs     | 3          |                     |    |                 |               |               |  |
|  | 2J         | Přerov Mammoths     | 27         |                     |    |                 |               |               |  |
|  | 2J         | Přerov Mammoths     | 27         |                     | 2J | Přerov Mammoths | 6             |               |  |
|  |            |                     |            |                     | 2J | Přerov Mammoths | 6             |               |  |
|  |            |                     | 1J         | Vysočina Gladiators | 0  |                 |               |               |  |
|  | 2S         | Liberec Titans      | 1J         | Vysočina Gladiators | 0  | 7               |               |               |  |
|  | 2S         | Liberec Titans      |            |                     |    |                 |               |               |  |
|  | 1J         | Vysočina Gladiators | 41         |                     |    |                 |               |               |  |

### Semifinali
| Praga 1º luglio 2017, ore 15:30 | Prague Mustangs | 3 – 27 (3-7 0-3 0-14 0-3) referto | Přerov Mammoths | Uhelné sklady (591 spett.)\| Arbitro: \| Kroulík \| |
| Arbitro:                        | Kroulík         |                                   |                 |                                                     |

| Jihlava 2 luglio 2017, ore 16:00 | Vysočina Gladiators | 41 – 7 (14-0 14-0 0-7 13-0) referto | Liberec Titans | Na Stoupách (643 spett.)\| Arbitro: \| Rybář \| |
| Arbitro:                         | Rybář               |                                     |                |                                                 |

### V Bronze Bowl
| Jihlava 15 luglio 2017, ore 19:30 | Vysočina Gladiators | 0 – 6 (0-0 0-0 0-0 0-6) referto | Přerov Mammoths | Stadion v Jiráskově ulici (1283 spett.)\| Arbitro: \| Rybář \| |
| Arbitro:                          | Rybář               |                                 |                 |                                                                |

## Verdetti
- Přerov Mammoths Vincitori della Česká 3. Liga Amerického Fotbalu 2017